# Sala Unirii din Alba Iulia
Sala Unirii din Alba Iulia este un monument istoric aflat pe teritoriul municipiului Alba Iulia.

## Galerie

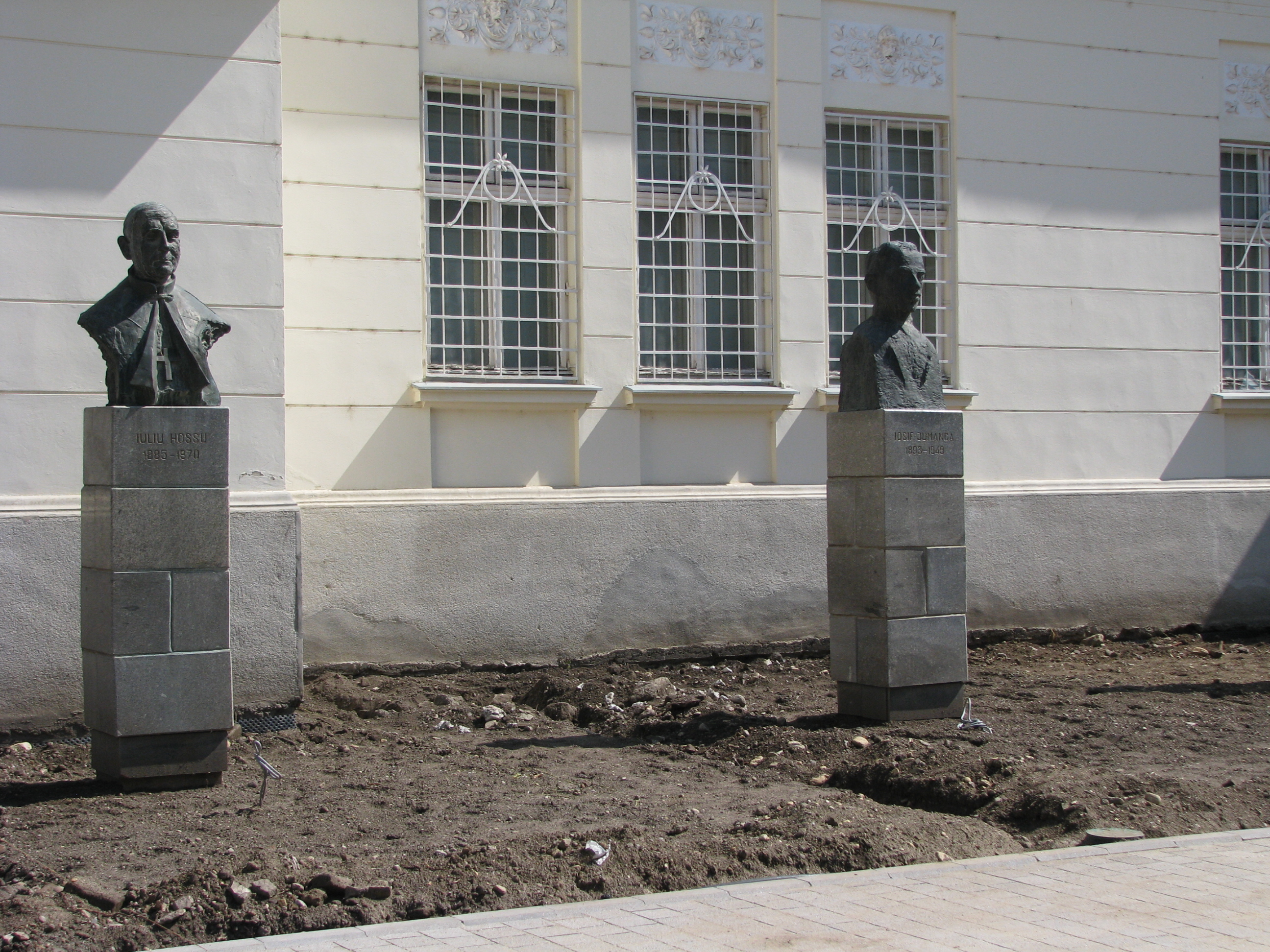
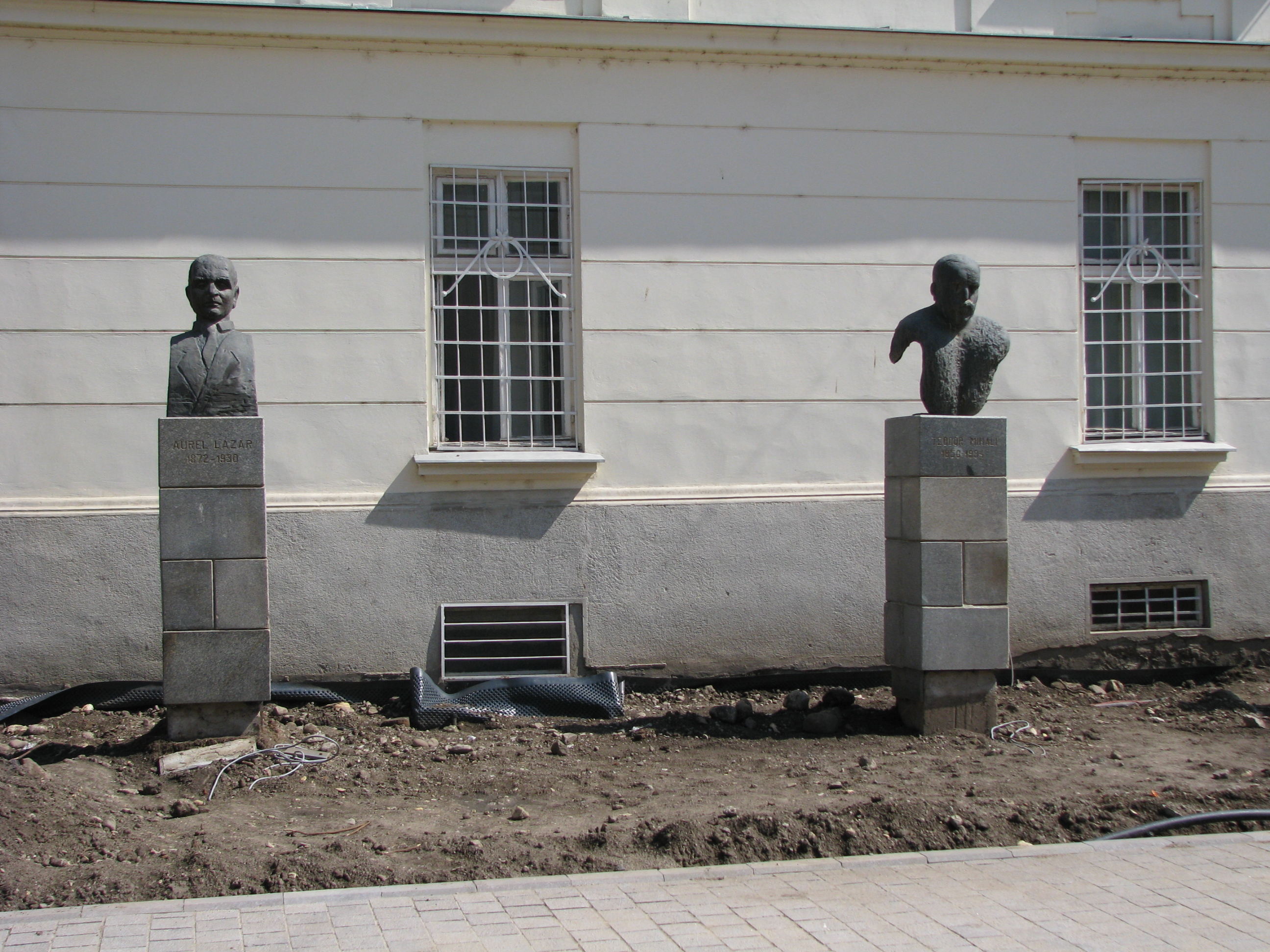
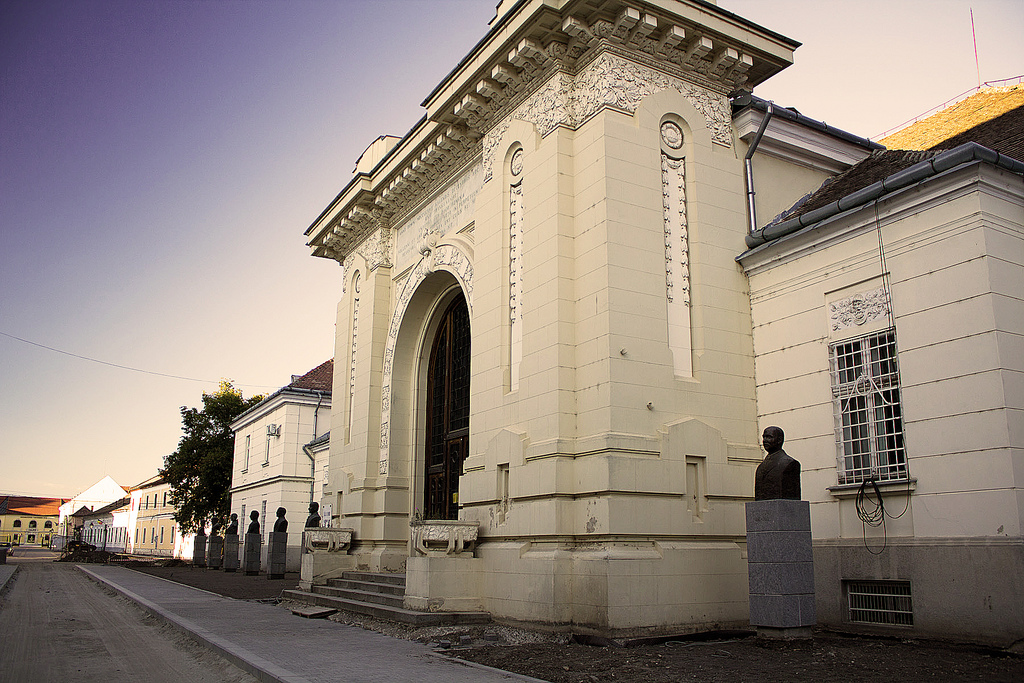
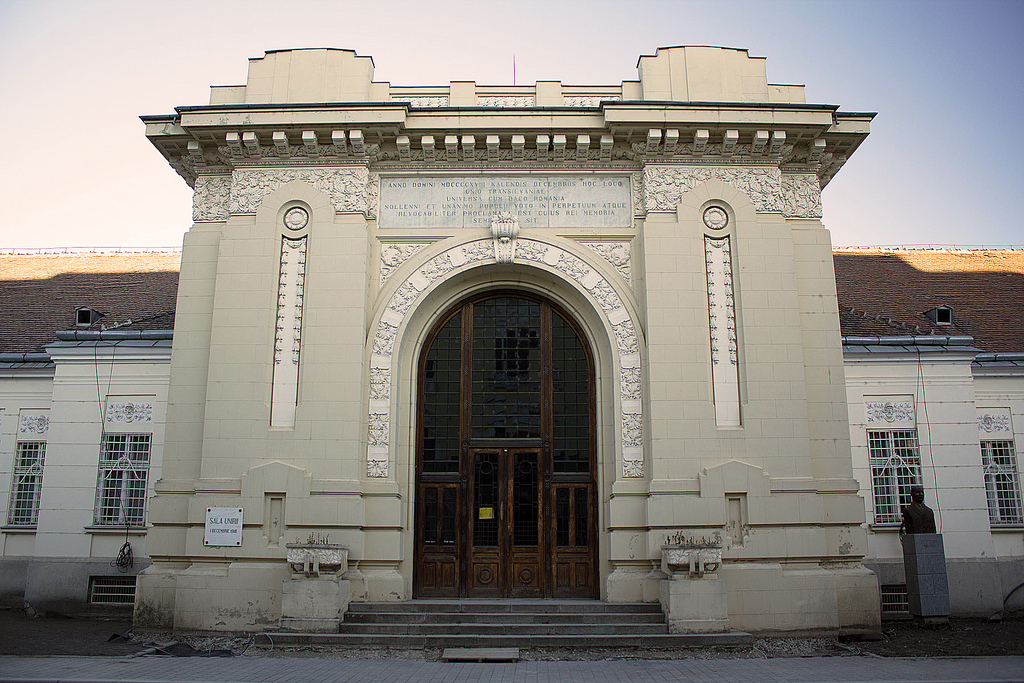
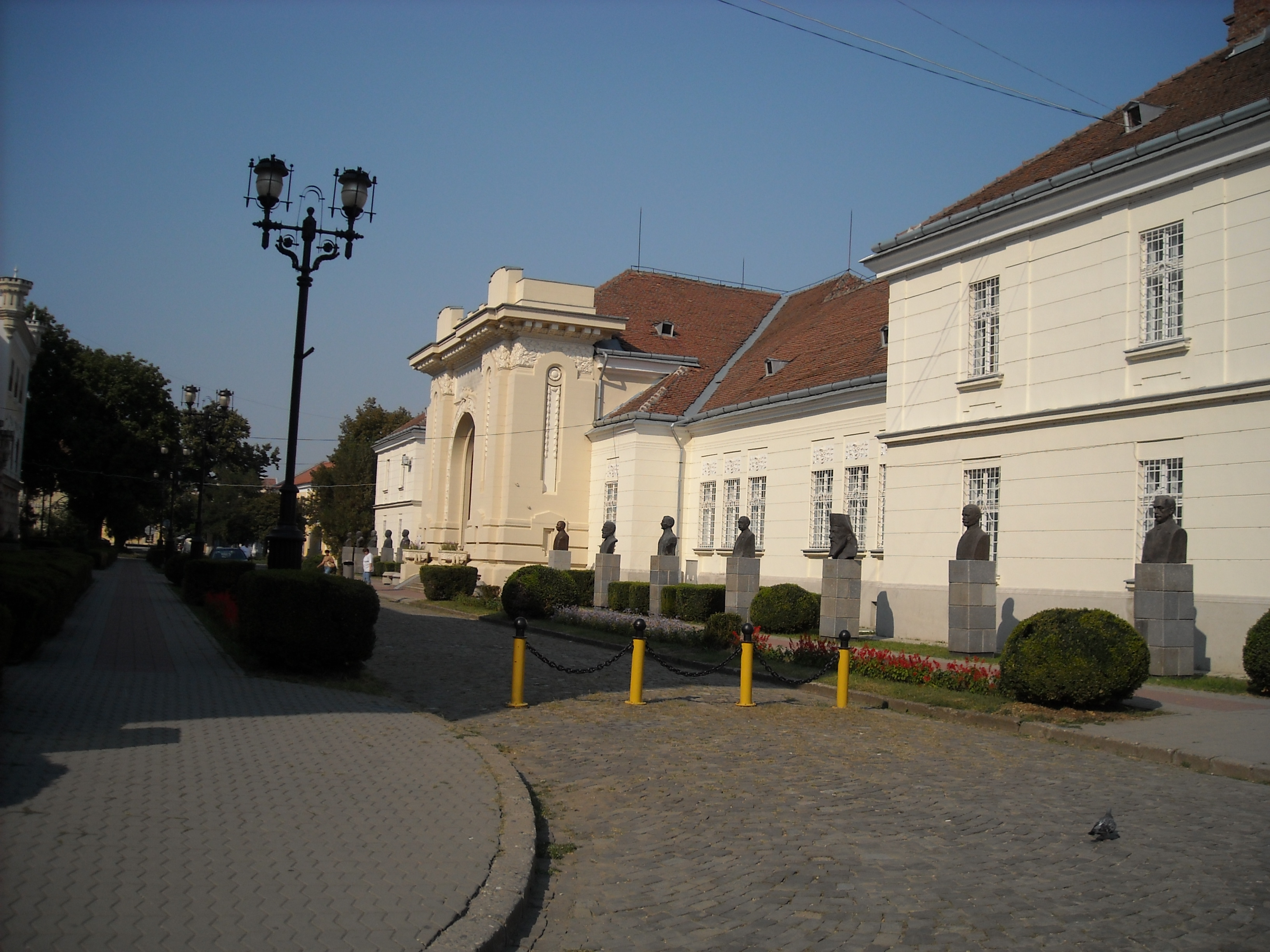
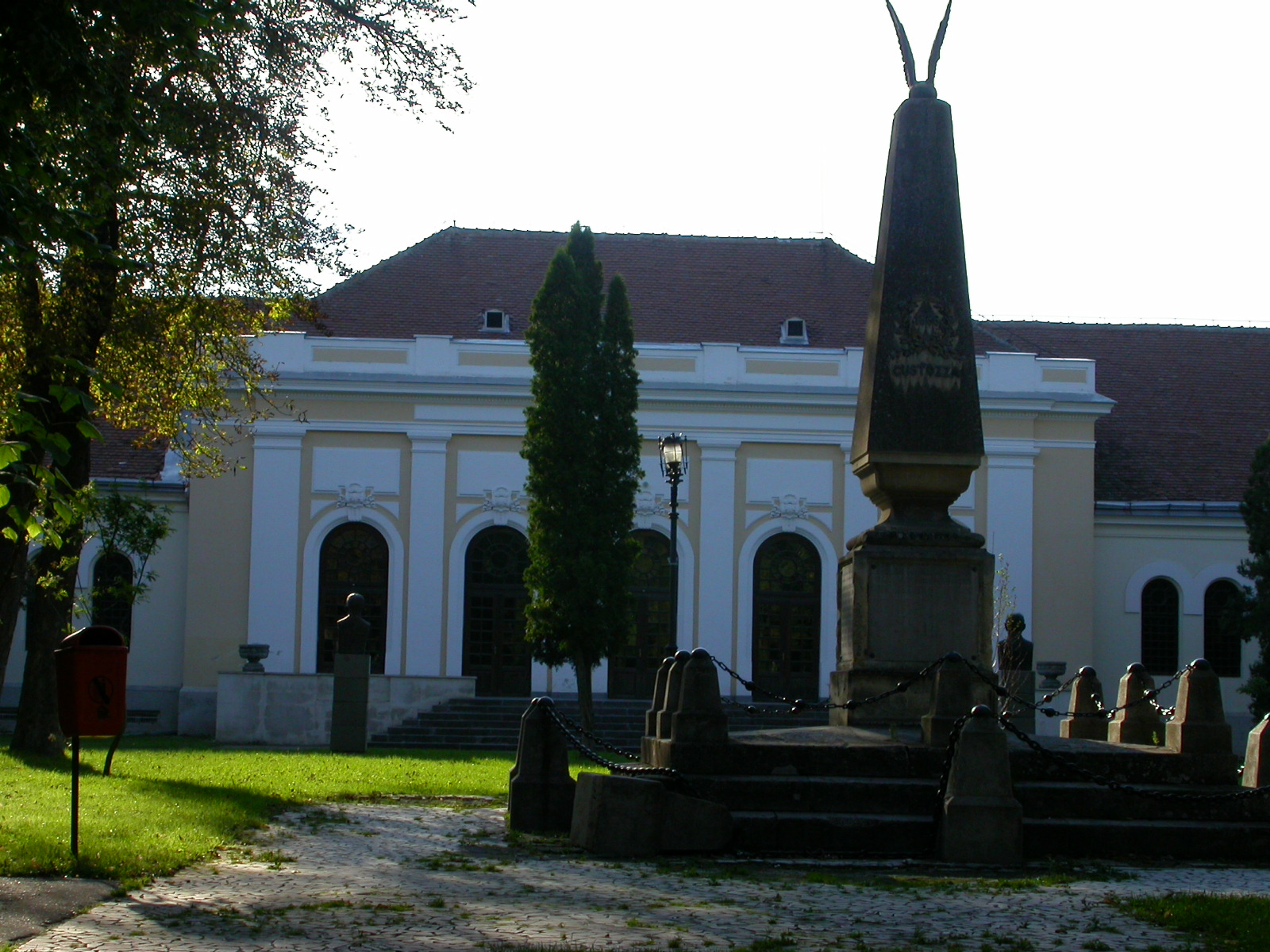